# Alphée (Antarctique)
Pour les articles homonymes, voir Alphée.
L'Alphée (Alph River en anglais) est un ruisseau de l'Antarctique.

## Géographie
L'Alphée est un ruisseau d'eau de fonte qui s'écoule pendant les mois de l'été antarctique sur quelques kilomètres le long de la face nord du glacier Koettlitz, sur de la côte Scott. Il débute au nord de la tranchée Pyramid et s'écoule ensuite vers le nord. Il termine sa course sous le glacier Koettlitz pour rejoindre la mer de Ross.
Le cours d'eau alimente les lacs Pyramid, le lac Trough, le lac Walcott, le lac Howchin et le lac Alph.

## Nom
La portion nord de la tranchée Pyramid a été explorée en février 1911 par l'équipe occidentale de l'expédition Terra Nova, conduite par Griffith Taylor. Il rapporta que le ruisseau continuait vers le nord sous une moraine, puis sous le glacier jusqu'à la mer de Ross. Cette description a conduit à nommer le cours d'eau d'après un passage du poème Kubla Khan de Samuel Taylor Coleridge faisant référence à l'Alphée, un fleuve du Péloponnèse divinisé dans la mythologie grecque :
« Où s'engouffraient les flots sacrés d'Alphée,

Par des grottes à l'homme insondables,

Jusqu'aux abîmes d'une mer sans soleil. »